# 受領遅滞
受領遅滞（じゅりょうちたい）とは、債務が受領など債権者の協力を必要とする性質のもので、債務者が債務の本旨に従った弁済の提供をしたにもかかわらず、債権者が債務の履行を受けることを拒み、又は受けることができないために債務を履行できない状態。債権者遅滞（さいけんしゃちたい）ともいう。反対語は履行遅滞（債務者遅滞）。

## 受領遅滞の法的性格
受領遅滞の法的性格をめぐっては、債権者に受領義務の有無と関連して、大きく2つの学説がある。
法定責任説
受領遅滞とは、本来、債権者が債権を行使するか否かは債権者の自由であり（第519条参照）、債務者のなした弁済の提供を受領する義務は負わないはずであるが、法が公平の観点から特別に認めた法定の責任であるとする見解である。受領遅滞は、弁済の提供の効果を債権者の責任という視点から見たものに他ならないとする。
判例は法定責任説を採用しており、通説も法定責任説と見られている。
債務不履行責任説
弁済は、債務者の弁済の提供と債権者の受領という協同行為によって実現されるものであって債権者の協力なくして実現できないのであるから、信義則上、債権者には債務者の弁済の提供を受領する義務（債務）があり、それを怠る債務不履行が、債権者の受領遅滞であるとする見解である。
債務不履行責任の一般原則から、受領遅滞が成立するためには、受領拒絶・受領不能について、債権者に帰責事由が必要である。
債務不履行責任説を採る学者としては、我妻栄、近江幸治がいる。

## 受領遅滞の要件
受領遅滞の要件は民法第413条などに定められている。
1. 債務者によって債務の本旨にそった弁済の提供があること
2. 債権者が弁済の提供の受領を拒絶し、あるいは受領不能の状態に陥ること

なお、法定責任説からは受領遅滞の要件として債権者の故意・過失は不要と解されるが、債務不履行説からは以上の2つの要件に加えて債権者の帰責事由として故意・過失が必要であるとする。

## 受領遅滞の効果
受領遅滞の効果として以下の効果がある。
1. 債務不履行責任の免責（第492条）
2. 保存義務の軽減（第413条1項）
3. 増加額の債権者負担（第413条2項）
4. 危険が債権者に移転（第536条2項） - 危険負担を参照

他に損害賠償請求権や契約解除権が認められるかについては見解が分かれる。
なお、2017年の改正前民法の413条は「履行の提供があった時から遅滞の責任を負う」となっていたが、債権者の責任が全く明らかでないと指摘され、2017年の改正民法では413条に具体的な効果を定めた規定が新設された（2020年4月1日施行）。

### 保管義務の軽減
債権者が債務の履行を受けることを拒み、又は受けることができない場合において、その債務の目的が特定物の引渡しであるときは、債務者は、履行の提供をした時からその引渡しをするまで、自己の財産に対するのと同一の注意をもって、その物を保存すれば足りる（民法413条1項）。2017年の改正民法で明文化された（2020年4月1日施行）。
保管義務は民法400条の善良な管理者の注意義務（善管注意義務）から「自己の財産に対するのと同一の注意」に軽減される。
改正前には軽減のされ方について、「善良な管理者の注意義務」から「自己の財産におけると同一の注意義務」に軽減されるとするのか（第659条類推）、それとも（緊急事務管理第698条のように）軽過失免責となるのかについて、学説上見解が分かれていた。ドイツ民法第300条は「債務者は債権者の遅滞の間故意及び重大な過失のみに対して責任を負わなければならない」と定めている。

### 増加額の債権者負担
債権者が債務の履行を受けることを拒み、又は受けることができないことによって、その履行の費用が増加したときは、その増加額は、債権者の負担とする（民法413条2項）。2017年の改正民法で明文化された（2020年4月1日施行）。

### 損害賠償請求権・契約解除権の問題
法定責任説からは、債権者は弁済の提供を受領する義務を負わないので、債務者は、債務不履行の責任を負わないという責任の軽減にとどまり、債務者の損害賠償請求権、契約解除権は認められないことになる。一方、債務不履行説からは、債権者は弁済の提供を受領する義務を負うので、受領遅滞の効果として、債務者は債務不履行による損害賠償請求権や、契約解除権を取得することになる。なお、判例は債務者による損害賠償請求権、契約解除権を認めていないことから前者の法定責任説をとるものと解されている。

## 受領遅滞中の履行不能
債権者が債務の履行を受けることを拒み、又は受けることができない場合において、履行の提供があった時以後に当事者双方の責めに帰することができない事由によってその債務の履行が不能となったときは、その履行の不能は、債権者の責めに帰すべき事由によるものとみなす（民法413条の2第2項）。2017年の改正民法で新設された（2020年4月1日施行）。
債権者の受領拒絶・受領不能があった後に、債務者が契約上の義務を尽くしていたにもかかわらず、債務者が履行をすることが不可能または合理的な期待ができなくなったときは、債権者は契約を解除できなくなる。